# Kardinaalbaarzen
Kardinaalbaarzen, ook wel kardinaalvissen, (Apogonidae) vormen een familie van vissen die tot de orde van baarsachtigen (Perciformes) behoort. 

## Verspreiding en leefgebied
Ze komen voor in de Atlantische, Indische en Grote Oceaan en zijn hoofdzakelijk zeevissen, hoewel sommige soorten ook in brak water worden aangetroffen. Enkele soorten worden in aquaria gehouden.

## Taxonomie
Volgens FishBase zijn er 346 soorten in 33 geslachten. Het geslacht Apogon met ongeveer 105 soorten is daarvan het grootste. Het geslacht Epigonus werd vroeger ook tot deze familie gerekend, maar wordt nu in een eigen familie Epigonidae geplaatst. Volgens Nelson zijn er 28 geslachten, ingedeeld in twee onderfamilies. Verder onderzoek in 2014 door Thomas H. Fraser en Kohji Mabuchi geeft de volgende indeling:
- Onderfamilie Amioidinae Fraser & Mabuchi, 2014[4]
  - Amioides Smith & Radcliffe, 1912[5]
  - Holapogon Fraser, 1973[6]
- Onderfamilie Apogoninae
  - Tribus Apogonichthyini Fraser & Mabuchi, 2014[4]
    - Geslacht Apogonichthys
    - Geslacht Foa
    - Geslacht Fowleria
    - Geslacht Neamia
    - Geslacht Vincentia

  - Tribus Apogonini Fraser & Mabuchi, 2014[4]
    - Geslacht Apogon
    - Geslacht Astrapogon
    - Geslacht Paroncheilus Smith, 1964[7]
    - Geslacht Phaeoptyx
    - Geslacht Zapogon Fraser, 1972[8]

  - Tribus Archamiini Fraser & Mabuchi, 2014[4]
    - Geslacht Archamia
    - Geslacht Taeniamia

  - Tribus Cheilodipterini Fraser & Mabuchi, 2014[4]
    - Geslacht Cheilodipterus

  - Tribus Glossamiini Fraser & Mabuchi, 2014[4]
    - Geslacht Glossamia
    - Geslacht Yarica

  - Tribus Gymnapogonini Fraser & Mabuchi, 2014[4]
    - Geslacht Cercamia
    - Geslacht Gymnapogon
    - Geslacht Lachneratus
    - Geslacht Pseudamiops

  - Tribus Lepidamiini Fraser & Mabuchi, 2014[4]
    - Geslacht Lepidamia

  - Tribus Ostorhinchini Fraser & Mabuchi, 2014[4]
    - Geslacht Ostorhinchus
      - Ondergeslacht Brephamia

  - Tribus Pristiapogonini Fraser & Mabuchi, 2014[4]
    - Geslacht Pristiapogon
    - Geslacht Pristicon

  - Tribus Rhabdamiini Fraser & Mabuchi, 2014[4]
    - Geslacht Rhabdamia
      - Ondergeslacht Bentuviaichthys

  - Tribus Siphamiini Fraser & Mabuchi, 2014[4]
    - Geslacht Siphamia

  - Tribus Sphaeramiini Fraser & Mabuchi, 2014[4]
    - Geslacht Apogonichthyoides
    - Geslacht Jaydia
    - Geslacht Nectamia
    - Geslacht Pterapogon
    - Geslacht Quinca
    - Geslacht Sphaeramia

  - Tribus Veruluxini Fraser & Mabuchi, 2014[4]
    - Geslacht Verulux

  - Tribus Zoramiini Fraser & Mabuchi, 2014[4]
    - Geslacht Fibramia Fraser & Mabuchi, 2014[4]
    - Geslacht Zoramia Jordan, 1917[9]
- Onderfamilie Paxtoninae Fraser & Mabuchi, 2014[4]
  - Geslacht Paxton Baldwin & Johnson, 1999[10]
- Onderfamilie Pseudamiinae
  - Geslacht Pseudamia Bleeker, 1865[11]

### Oude indeling
Hieronder volgt nog de indeling van voor Fraser en Mahuchi:
- Onderfamilie Apogoninae.
  - Apogon
  - Foa
  - Ostorhinchus
  - Sphaeramia
  - Apogonichthys
  - Fowleria
  - Phaeoptyx
  - Vincentia
  - Archamia
  - Glossamia
  - Pristiapogon
  - Zoramia
  - Astrapogon
  - Holapogon
  - Pristicon
  - Cercamia
  - Kurtamia
  - Pterapogon
  - Cheilopterus
  - Lachneratus
  - Rhabdamia
  - Coranthus
  - Neamia
  - Siphamia
- Onderfamilie Pseudaminae
  - Gymnapogon
  - Pseudamia
  - Paxton
  - Pseudamiops